# جانگ وویونگ
جانگ وو-یونگ (هانگول: 장우영؛ هانجا: 張祐榮؛ متولد ۳۰ آوریل ۱۹۸۹) که با نام وویونگ شناخته می‌شود، خواننده، ترانه‌سرا، رقصنده و بازیگر اهل کره جنوبی است. او عضو توپی‌ام، یک گروه پسرانه شش نفره زیر نظر کمپانی جی‌وای‌پی اینترتینمنت است. او عمدتاً به خاطر فعالیت در توپی‌ام و بازی در نقش جیسون در درام کره‌ای رؤیای بلند شناخته می‌شود. وویونگ در سال ۲۰۰۹، شروع به تحصیل در رشته پخش در دانشگاه هوون کرد.